# Георгій IV Дадіані
Георгій IV Дадіані (груз. გიორგი IV დადიანი; д/н — 1715) — мтаварі Мегрелії у 1691—1704 і 1710—1715 роках. Відомий такожя к Георгій Ліпартіані.

## Життєпис
Походив з азнаурського роду Чіковані. Старший син Кації Чіковані, таваді Сапартіано і батоні Лечхумі, та Мхехатун (доньки Левана III Дадіані, мтаварі Мегрелії). Ще за життя діда по материнській лінії обійняв посади в війську Мегрелії.
1682 року після смерті батька став таваді Сапартіано. Його молодший браті Ісей отримав Лечхумі. Завдяки політичному та дипломатичному хисту невдовзі став провідним сановником при дворі мтаварі Левана IV, постійно посилюючись. Активно знищував впливові роди, що намагалися суперничати з ним за вплив в Мегрелії. Але мусив від імені мегрельського мтаваді поступитися Зегнаку Шервашидзе землями від річки Галідзга до Інгурі. Водночас накопичив чималі статки, займаючись работоргівлею.
1691 року повалив Левана IV, захопивши владу. Прийняв прізвище Дадіані, на яке мав право по матері. Тому його нащадки йменуються також Дадіані. Таким чином, було засновано Другу династію Дадіані (Дадіані-Чіковані).
1696 року разом з князем Георгієм Абашидзе посадив на царський престол Імереті самозванця Георгія Гочашвілі, проголосивши його родичем царської династії. Втім невдовзі фактично владу перебрав Абашидзе. 1698 року спільно з Абашидзе протидіяв імперетинському царю Симону, якого посадили на трон османські війська.
1701 року спільно з Георгієи Абашидзе і Мамією Гуріелі брав участь у змові проти царя Симона, якого було вбито. За цим підтримав оголошення Мамії царем Імереті. На дяку той визнав за Георгієм IV прізвище Дадіані.
У 1702 році спільно з Квапу, князем Самурзакано, воював проти Ростома, мтаварі Абхазії. Того ж року підтримав обрання Георгія Абашидзе царем Імереті. Невдовзі Георгій IV надав новому цареві військо у протистоянні з ерзурумським пашею Халілем. На бік останнього перейшов Мамія Гуріелі. З 1703 року підтримував царя Георгія VI Абашидзе у протистоянні з Георгієм VII Багратіоні.
У 1704 році передав владу в Мегрелії старшому синові Кації I, іншим синам — самостійні володіння, сам же залишився таваді Саліпартіано. Незабаром сини посварилися з ним, не пробачивши йому розлучення з їх матір'ю. Їх підтримав брат Георгія IV — Ісей. За це в останнього Георгій відняв князівство Лекчхумі.
У 1709 році сини Георгія IV перейшли на бік імеретинського царя Георгія VII. В результаті Георгій IV був змушений втікати до князівства Самурзакано (Східної Абхазії). 1710 року після смерті Каціі I повернув собі владу над Мегрелією.
Невдовзі поновилася війна з абхазьким мтаварі Ростомом. 1711 року при допомозі імеретинського царя Георгія, якому допоміг захопити владу, завдав поразки супротивнику, який мусив визнати зверхність царя Імереті, сплатити велику данину, відпустити мегрельських бранців та повернути Георгію IV захоплені землі.
Невдовзі проти Георгія IV повстав син Бежан, чим скорситався імперетинський цар, підтримуючи чергово різні сторони. У 1715 році Бежан підступом захопив свого батька, якого запроторив у фортецю. Того ж року Георгій IV помер.

## Родина
1. Дружина — Севдія, донька Отії Мікеладзе.
Діти:
- Кація (д/н-1710), мтаварі Мегрелії
- Бежан (д/н-1728), мтаварі Мегрелії
- Манучар (д/н—1717)
- Антоній (д/н — після 1704), архієпископ Чкондіделі (як Гавріїл I)
- Хварамзі, дружина Зураба Абашидзе
- Мзехатун, дружина князя Каку Пагава

2. Дружина — Тамар, донька Георгія Абашидзе.
3. Дружина — Тамар, донька Мамії V, мтаварі Гурії.